# Donald Houston
Donald Daniel Houston, född 6 november 1923 i Tonypandy, Wales, död 13 oktober 1991 i Coimbra, Portugal, var en brittisk skådespelare.

## Rollista i urval
- 1949 – Blå lagunen
- 1949 – Vilse i London
- 1954 – Doktorn är här
- 1958 – Gaspoletten
- 1959 – Plats på toppen
- 1961 – Farlig drift
- 1962 – Twice Round the Daffodils
- 1962 – Den längsta dagen
- 1963 – Doktorn på vift
- 1963 – Nu tar vi sjörövaren
- 1963 – 633 divisionen
- 1965 – En studie i skräck
- 1968 – Örnnästet
- 1973 – Satans utsända
- 1980 – Havets vargar
- 1981 – Gudarnas krig
- 1983 – Den hemlighetsfulle motståndaren (TV-film)